# Jan Norden
Jan Norden (* 19. Februar 1971) ist ein ehemaliger deutscher Radrennfahrer und nationaler Meister im Radsport.

## Sportliche Laufbahn
Norden war im Bahnradsport in der DDR und in der Bundesrepublik aktiv. 1984 wurde er zum SC Dynamo Berlin delegiert. Bei den UCI-Bahn-Weltmeisterschaften der Junioren 1989 gewann er die Bronzemedaille in der Mannschaftsverfolgung.
1992 gewann er mit dem Vierer des Landesverbandes Berlin die nationale Meisterschaft in der Mannschaftsverfolgung mit Stefan Steinweg, Guido Fulst und Michael Bock.